# Mostafa El Bestawy
Mostafa El Bestawy (ur. 19 listopada 1986 w Kairze) – egipska wioślarka.

## Osiągnięcia
- Mistrzostwa Świata U-23 – Mediolan 2005 – ósemka – 8. miejsce[1].
- Mistrzostwa Świata – Eton 2006 – czwórka podwójna – 15. miejsce[1].
- Mistrzostwa Świata – Poznań 2009 – dwójka podwójna – 15. miejsce[1].